# Eretris rubicaria
Eretris rubicaria är en fjärilsart som beskrevs av Otto Thieme 1905. Eretris rubicaria ingår i släktet Eretris och familjen praktfjärilar. Inga underarter finns listade i Catalogue of Life.